# اچ‌اس‌بی‌سی ترینکاوس
اچ‌اس‌بی‌سی ترینکاوس (انگلیسی: HSBC Trinkaus) شرکت خدمات مالی و بانکداری آلمانی است، که در سال ۱۷۸۵ تأسیس شد.